# エリオット・オモズシ
エリオット・ジュニア・ウイ・オモズシ(Elliot Junior Uyi Omozusi, 1988年12月15日 - )は、イングランド・ハックニー出身のサッカー選手。チェルムスフォード・シティFC所属。ポジションはDF。

## 経歴
2008年夏、下部組織から所属をしていたフラムFCよりノリッジ・シティFCへローン移籍をしたが、2009年2月にフラムへ復帰した。
2017年3月10日、ホーガン・エフレイムと共にナショナルリーグ・サウスのホワイトホークFCに加入することが発表された。

## 所属クラブ
- フラムFC 2006-2010

→  ノリッジ・シティFC 2008-2009.2 (loan)
→  チャールトン・アスレティックFC 2009-2010 (loan)
- レイトン・オリエントFC 2010-2011
- レイトン・オリエントFC 2013-2015
- ケンブリッジ・ユナイテッドFC 2015-2017
- ホワイトホークFC 2017
- チェルムスフォード・シティFC 2017-